# Grégory Mallet
Grégory Mallet (n. 21 martie 1984, Rueil-Malmaison, Métropole du Grand Paris, Franța) este un înotător francez, medaliat olimpic. A participat la 3 ediții ale Jocurilor Olimpice (2008, 2012, 2016) în care a câștigat două medalii de argint.